# Смагулов, Асылбек Айжарикович
Асылбек Айжарикович Смагулов (каз. Асылбек Айжарықұлы Смағұлов, род. 28 апреля 1971; Иргизский район, Актюбинская область, КазССР, СССР) — казахстанский юрист-правовед, политический деятель, доктор юридических наук (2007), профессор. Член Центральной избирательной комиссии Республики Казахстан (с 16 сентября 2020 года).

## Биография
Родился в 1970 году в совхозе Нура Иргизского района Актюбинской области.
Трудовую деятельность начал рабочим в 1987 году. 
С 1988 по 1990 год — служил в Вооруженных силах СССР.
С 1991 по 1992 год — слушатель Свердловской высшей школы МВД СССР.
С 1992 по 1995 год — слушатель Карагандинской высшей школы МВД РК, которую окончил с отличием.
С 1995 по 2000 год — преподаватель, адъюнкт, старший преподаватель Карагандинской высшей школы МВД Республики Казахстан.
С 2000 по 2012 год — доцент, начальник кафедры уголовного права и криминологии, заместитель начальника Академии по научно-исследовательской работе, заместитель начальника Академии по организации учебно-методической работы Академии финансовой полиции Республики Казахстан.
С 2012 по 2016 год — директор ГУ «Институт законодательства Республики Казахстан».
С 23 марта 2016 по 16 сентября 2020 год — Депутат Мажилиса Парламента Республики Казахстан VІ созыва от партии «Нур Отан». Член Комитета по законодательству и судебно-правовой реформе Мажилиса Парламента Республики Казахстан.
С 16 сентября 2020 года — Член Центральной избирательной комиссии Республики Казахстан.

## Награды и звания
- 2005 — Медаль «10 лет Конституции Республики Казахстан»
- 2011 — Медаль «20 лет независимости Республики Казахстан»
- 2016 — Медаль «25 лет независимости Республики Казахстан»
- 2020 — Медаль «25 лет Конституции Республики Казахстан»
- Медаль «За внесённый вклад в обеспечение правопорядка»
- Медаль «За вклад в развитие системы органов юстиции»
- Медаль «За трудовое отличие» (Казахстан)
- Благодарственное письмо Президента Республики Казахстан Н.А. Назарбаева
- Нагрудный знак «Қазақстан Республикасы Қаржы полициясына 15 жыл»
- Нагрудный знак «За вклад в развитие науки в Республике Казахстан» и др.
- Почётный профессор Академии финансовой полиции Агентства Республики Казахстан по борьбе с экономической и коррупционной преступностью (финансовая полиция).
- Медаль «МПА СНГ. 25 лет» (27 марта 2017 года, Межпарламентская ассамблея СНГ) — за заслуги в деле развития и укрепления парламентаризма, за вклад в развитие и совершенствование правовых основ функционирования Содружества Независимых Государств, укрепление международных связей и межпарламентского сотрудничества[4].

## Научные, литературные труды
В 2007 году защитил учёную степень доктора юридических наук, тема диссертации:  «Теоретические проблемы борьбы с таможенными преступлениями (уголовно-правовые и криминологические аспекты)».
Автор более 100 научных трудов, опубликованных в различных изданиях, в том числе 2 учебников (в соавторстве), более 10 учебных пособий и монографий.
Член Союза журналистов Республики Казахстан, член Правового совета при партии «Нур Отан».